# Linisa richardsoni
Linisa richardsoni is een slakkensoort uit de familie van de Polygyridae. De wetenschappelijke naam van de soort werd voor het eerst geldig gepubliceerd in 1892 door Eduard von Martens als Polygyra (Linisa) richardsoni.